# الصالح عماد الدين إسماعيل
الملك الصالح عماد الدين إسماعيل بن سيف الدين أحمد المعروف باسم الصالح إسماعيل كان السلطان الأيوبي ومقره دمشق. ملك مرتين مرة في عام 1237 ثم مرة أخرى من عام 1239 إلى عام 1245.
في عام 1237 توفي شقيق الصالح إسماعيل  الأشرف موسى حاكم دمشق. خلفه شقيقه إسماعيل وبعد شهرين أرسل الكامل سلطان مصر الأيوبي قوات لمحاصرة المدينة. قام إسماعيل بإحراق ضواحي دمشق لمنع القوات المصرية من الاحتماء.  عند وفاة الكامل ، احتل ابنه العادل الثاني دمشق بعد أن كشف شقيقه الصالح أيوب حاكم الجزيرة عن نيته خلافة الكامل سلطاناً في مصر. تمت دعوة أيوب للسيطرة على دمشق من قبل بعض حكام الشام المحليين وأنجزت الفتح في ديسمبر 1238.  في البداية تحالف إسماعيل الذي كان بالفعل حاكمًا (أميراً) لبصرى وبعلبك مع أيوب.
في أغسطس 1239 ، بدأ أيوب في الضغط على إسماعيل للانضمام إليه في نابلس من أجل حملة السيطرة على مصر من العادل الثاني. وعد إسماعيل بالمجيء بمجرد أن يتمكن من تجهيز قواته ولكن في غضون ذلك سيرسل ابنه المنصور محمود مع فرقة صغيرة. في نهاية المطاف بدأ أيوب يتشكك من مماطلة إسماعيل وأرسل وزيره وهو سعد الدين الدمشقي لمعرفة ما يفعله تابعه. اكتشف وزير إسماعيل بمخطط أيوب وزور سرًا كتابات الدمشقي لتضليل أيوب ودفعه إلى الاعتقاد بأن إسماعيل كان في طريقه بالفعل إلى نابلس. وعندما شعر بالاستعداد الكافي طلب من أيوب عودة المنصور محمود إلى بعلبك حيث كان يتولى إدارة الشؤون أثناء غيابه عن حملة مصر. امتثل أيوب للإجراء. 
استولى إسماعيل بدعم من الأيوبيين في الكرك وحماة وحمص ، على دمشق من أيوب في سبتمبر 1239. تم التخلي عن أيوب من قبل قواته وأسرها البدو المحليون الذين نقلوه إلى سيطرة الناصر داود. كان هذا إيذانًا ببدء حقبة من التنافس المستقبلي بين إسماعيل وأيوب.  صعد أيوب في النهاية لحكم السلطنة التي تتخذ من مصر مقراً لها بمساعدة داود، لكنه سرعان ما تشاجر معه ثم تصالح داود وإسماعيل وقرروا إقامة تحالف مع الصليبيين لمنع أيوب من احتلال أراضيهم. في يوليو 1240 أثناء حملة البارونات الصليبية، تم التوصل إلى اتفاق عبر ثيوبالد الأول ملك نافار، مع تحالف الصليبيين مع دمشق ضد مصر. سيؤمن الصليبيون الحدود الجنوبية لفلسطين من أيوب ، بينما اضطر إسماعيل للتنازل فعليًا عن جميع الأراضي الواقعة غرب نهر الأردن التي كان صلاح الدين قد اكتسبها للأيوبيين في عام 1187 ، بما في ذلك القدس وبيت لحم وغزة ونابلس. كما تخلى إسماعيل عن حصونه الخاصة في حنين وطبريا وشقيف المدينة وصفد .  أثارت شروط المعاهدة صيحات ورعباً في جميع أنحاء العالم العربي وندد الأئمة المسلمون بإسماعيل بسبب فقدانه بيت المقدس على حساب اقتتال حكاماً مسلمين بين بعضهم. 

## فهرس
- Abulafia، David؛ McKitterick، Rosamond؛ Fouracre، Paul (2005)، The New Cambridge Medieval History، Cambridge University Press، ISBN:978-0-521-36289-4
- Burns، Ross (2005)، Damascus: A History، Routledge، ISBN:978-0-415-27105-9
- Folda، Jaroslav (2005)، Crusader art in the Holy Land: from the Third Crusade to the fall of Acre, 1187-1291، Cambridge University Press، ISBN:978-0-521-83583-1
- Humphreys، R. Stephen (1977)، From Saladin to the Mongols: The Ayyubids of Damascus, 1193-1260، SUNY Press، ISBN:978-0-87395-263-7
- Richard، Jean؛ Birell، Jean (1999)، The Crusades, c. 1071-c. 1291، Cambridge University Press، ISBN:978-0-521-62566-1